# NBCニュース (長崎放送)
『NBCニュース』（エヌビーシーニュース）は、長崎放送で放送されているローカルニュース番組である。

## 放送時間
- ラジオ：毎時50分を基本とし、『NBC50ニュース』（エヌビーシーゴーマルニュース）という題名で放送。
  - 平日は7:50から17:50、土曜は7:50から16:50まで毎時（ただし2023年4月から平日の13・14時台を除く）放送されている。一部の時間帯を除き、前半5分を全国ニュース、後半をローカルニュース（2022年現在、長崎ローカルの「NBCニュース」と佐賀ローカルの「佐賀新聞ニュース」を並行して放送することが多い）、あるいは佐賀・長崎県内の各種お知らせや情報などを放送している。ワイド番組内包の時間帯はニュースを前半5分のみ放送し、55分頃からワイド番組を再開することも多い。日曜は50分より放送しておらず、特に題名のない『ニュース（・天気）』として放送している。
  - NBCラジオ佐賀でも、『NBC50ニュース』として、長崎と同内容を放送することが多い。後半枠は長崎発のニュース（佐賀新聞ニュースを含む）を放送する時間帯も多いが、一部の時間帯は佐賀ローカルの番組に差し替えている。
  - 2019年4月より、平日において帯ニュース番組「NBC Lスタチャージ!」→「NBCラジオ ザ・チャージ!」（17:15 - 18:45）を開始。3月以前も同時間帯で放送されていた交通情報（17:45 - 17:50）および50ニュース（この時間帯は10分間ローカルニュース）を放送したのちに、全国ニュースや日替わりコーナーを放送している。
  - 2023年4月からの平日13・14時台は、両局で同時ネットされているTBSラジオ制作のワイド番組（2023年4 - 9月と10月以降の14時台は、月 - 木曜の『こねくと』、金曜の『金曜ワイドラジオTOKYO えんがわ』。2023年10月以降の13時台は、月 - 木曜の『ジェーン・スー 生活は踊る』、金曜の『金曜ボイスログ』）の中で全国のニュースおよび長崎県・佐賀県も含めた天気予報を放送しているため、自社での放送枠は設けていない。また「TBSラジオ交通情報」も差し替えは行わずそのまま放送している。
- テレビ：
  - 昼：月曜 - 金曜 『ひるおび!』内 11:49、土曜 11:54、日曜 11:35（全曜日『JNNニュース』に内包）。
  - 夕方：土曜 17:44頃（『報道特集』 に内包）、日曜 17:45 - 17:54（『Nスタ』に内包）
  - 夜：月曜 - 木曜 『news23』内 23:50 - 23:52、土曜（金曜深夜） 0:15 - 0:18

## 関連番組
- Pint （月曜 - 金曜 16:50 - 19:00）
- JNNニュース
- Nスタ
- 報道特集
- news23
- S☆1